# T-Zell-spezifische-Tyrosinkinase
Die T-Zell-spezifische-Tyrosinkinasen gehören als Enzyme zu den Tyrosinkinasen der Src-Familie, Fyn (fibroplast yes-related non receptor kinase) und Lck (lymphocyte kinase). Sie übertragen Phosphatgruppen zwischen Proteinen, übermitteln damit Signale und regulieren biologische Prozesse in den Zellen. Die T-Zellen, genauer T-Lymphozyten werden im Thymus gebildet, sie sind eine Gruppe von weißen Blutzellen, die der Immunabwehr dienen.
T-Zell-spezifische-Tyrosinkinasen werden durch die Tyrosin-Proteinphosphatase C (PTPRC oder CD45) katalysiert. Diese Tyrosinkinasen sind in der Initiierung der Signalweiterleitung der T-Zellen involviert, die vom CD3-Komplex ausgeht, da der T-Zell-Antigenrezeptor selbst keine intrinsische Aktivität zur Signaltransduktion besitzt. 
Letzten Endes führt diese Kaskade zur intrazellulären Mobilisation von Calcium und zur Aktivierung von wichtigen Signalkaskaden innerhalb der Lymphozyten.
Hauptbestandteil ist die Tyrosinphosphorylierung der ITAMs Sequenzmotive (engl. Immunoreceptor tyrosin-based activation motif) der y-, d- und e–Ketten und des S-Homodimers der CD3-Komplexe. Diese ITAMs entsprechen einem konservierten Abschnitt mit einer YxxLIx6-9YxxLI-Aminosäuresequenz und sind ebenfalls auf typische Sequenzen der natürlichen Killerzellrezeptoren oder des CD79 B-Zell-Antigenrezeptor-Komplexes zu finden. Da die Zellmembran der T-Zellen aufgrund ihrer verschiedene Mikrodomänen mit unterschiedlicher Lipidzusammensetzung nicht homogen ist, kommen die Scr-Kinasen Fyn und Lck mit den ITAMs in ruhenden Zellen nicht in Kontakt. Erst nach dem Antigenkontakt sind die T-Zell-Rezeptoren vermehrt in den cholesterol- und glykosphingolipidreichen rafts aufzufinden, wodurch es dann zur Assoziation von Lck mit CD4 bzw. CD8 kommt, was Lck auf bisher unerforschte Art aktiviert. Fyn wird über die direkte Verbindung der zytoplasmatischen Abschnitte von CD3S und CD3e aktiviert.
Es wird angenommen, dass die katalytische Aktivität sowohl von Fyn und LcK durch Autophosphorylierung stimuliert wird. Durch die Aktivierung von Lck und Fyn kommt es dann zur Phosphorierung der Tyrosinreste der ITAMS, wodurch die aufgrund der hohen Elektronegativität des Phosphats die Bindungsstellen für SH2-Domainen entstehen, die dann von der zytoplasmatischen Tyrosinkinase Zap70 (Zeta-associated protein, kD 70) aus der Familie der Syk-Kinasen besetzt werden. Nach diesem Anbindungsprozess kommt es durch Lck und Fyn zur Phosphorylierung von Zap70-Tyrosinresten, wodurch Zap70 aktiviert wird.
Die aktivierte Tyrosinkinase Zap70 kann, wenn ein bestimmter Schwellenwert an Zap70-Aktivierungen innerhalb einer T-Zelle überschritten ist,  weitere Tyrosinsignalmotive auf den Transmembran-Adapterproteinen phosphorylieren, was zur Rekrutierung der zytosolischen Proteine mit SH2-Domäne an der Membran, der zytosolischen Adapterproteine und Enzyme wie Phospholipase Cy, PKC und Ras führt.